# Grande Prêmio de Quebec de 2016
A 7.ª edição da clássica ciclista Grande Prêmio de Quebec celebrou-se no Canadá em 9 de setembro de 2016 num circuito de 12,6 quilómetros na cidade de Quebec, ao que se lhe deram 16 voltas para completar um total de 201,6 quilómetros.
A carreira fez parte do UCI WorldTour de 2016 sendo a vigésima quarta competição do calendário de máxima categoria mundial.
A carreira foi vencida pelo corredor eslovaco Peter Sagan da equipa Tinkoff, quem ganhou ao sprint por adiante do belga Greg Van Avermaet (BMC Racing) e do francês Anthony Roux (FDJ).

## Percorrido
O Grande Prêmio de Quebec dispôs de um percurso total de 201,6 quilómetros, onde os ciclistas disputaram um circuito de 12,6 km de 16 voltas ao redor da cidade.

## Equipas participantes
Tomaram parte na carreira vinte e uma equipas: os dezoito UCI ProTeam (ao ter assegurada e ser obrigatória a sua participação), mais duas equipas Profissionais Continentais e uma selecção nacional de Canadá convidados pela organização.
| Equipes WorldTeam (18)- Tinkoff - Cannondale-Drapac - Lotto-Soudal - Movistar Team - Sky - BMC Racing Team - Katusha - Etixx-Quick Step - Orica-BikeExchange - Trek-Segafredo - FDJ - Astana - Lotto NL-Jumbo - AG2R La Mondiale - Lampre-Merida - Giant-Alpecin - IAM Cycling - Dimension Data Equipes profissionais Continentais (2)- Direct Énergie - Bora-Argon 18 Equipe nacional- Canadá |
| |

## Classificação final
- As classificações finalizaram da seguinte forma:[3]

| \| Classificação geral \| Classificação geral \| Classificação geral \| Classificação geral \| Classificação geral \| \| Ciclista \| Ciclista \| Equipe \| Tempo \| \| \| ------------------- \| -------------------- \| ------------------- \| ------------------- \| ------------------- \| \| 1. \| Peter Sagan \| Tinkoff \| 5h07m13s \| \| \| 2. \| Greg Van Avermaet \| BMC Racing Team \| + 0s \| \| \| 3. \| Anthony Roux \| FDJ \| + 0s \| \| \| 4. \| Alberto Bettiol \| Cannondale-Drapac \| + 0s \| \| \| 5. \| Michael Matthews \| Orica-BikeExchange \| + 0s \| \| \| 6. \| Nathan Haas \| Dimension Data \| + 0s \| \| \| 7. \| Diego Ulissi \| Lampre-Merida \| + 0s \| \| \| 8. \| Bauke Mollema \| Trek-Segafredo \| + 0s \| \| \| 9. \| Petr Vakoč \| Etixx-Quick Step \| + 0s \| \| \| 10. \| Rigoberto Urán \| Cannondale-Drapac \| + 0s \| \| \| 11. \| Viacheslav Kuznetsov \| Katusha \| + 0s \| \| \| 12. \| Wilco Kelderman \| LottoNL-Jumbo \| + 0s \| \| \| 13. \| Rui Costa \| Lampre-Merida \| + 0s \| \| \| 14. \| Tim Wellens \| Lotto-Soudal \| + 0s \| \| \| 15. \| Tom Slagter \| Cannondale-Drapac \| + 0s \| \| \| 16. \| Yoann Offredo \| FDJ \| + 0s \| \| \| 17. \| Guillaume Boivin \| Canadá \| + 0s \| \| \| 18. \| Tiesj Benoot \| Lotto-Soudal \| + 0s \| \| \| 19. \| Fabio Aru \| Astana \| + 0s \| \| \| 20. \| Ryder Hesjedal \| Trek-Segafredo \| + 8s \| \| |                      |                    |          |
| |                      |                    |          |
| Fonte: ProCyclingStats |                      |                    |          |
| Classificação geral |                      |                    |          |
| Ciclista | Ciclista             | Equipe             | Tempo    |
| 1. | Peter Sagan          | Tinkoff            | 5h07m13s |
| 2. | Greg Van Avermaet    | BMC Racing Team    | + 0s     |
| 3. | Anthony Roux         | FDJ                | + 0s     |
| 4. | Alberto Bettiol      | Cannondale-Drapac  | + 0s     |
| 5. | Michael Matthews     | Orica-BikeExchange | + 0s     |
| 6. | Nathan Haas          | Dimension Data     | + 0s     |
| 7. | Diego Ulissi         | Lampre-Merida      | + 0s     |
| 8. | Bauke Mollema        | Trek-Segafredo     | + 0s     |
| 9. | Petr Vakoč           | Etixx-Quick Step   | + 0s     |
| 10. | Rigoberto Urán       | Cannondale-Drapac  | + 0s     |
| 11. | Viacheslav Kuznetsov | Katusha            | + 0s     |
| 12. | Wilco Kelderman      | LottoNL-Jumbo      | + 0s     |
| 13. | Rui Costa            | Lampre-Merida      | + 0s     |
| 14. | Tim Wellens          | Lotto-Soudal       | + 0s     |
| 15. | Tom Slagter          | Cannondale-Drapac  | + 0s     |
| 16. | Yoann Offredo        | FDJ                | + 0s     |
| 17. | Guillaume Boivin     | Canadá             | + 0s     |
| 18. | Tiesj Benoot         | Lotto-Soudal       | + 0s     |
| 19. | Fabio Aru            | Astana             | + 0s     |
| 20. | Ryder Hesjedal       | Trek-Segafredo     | + 8s     |

## UCI World Tour
O Grande Prêmio de Quebec outorga pontos para o UCI WorldTour de 2016, para corredores de equipas nas categorias UCI ProTeam, Profissional Continental e Equipas Continentais. A seguinte tabela corresponde ao barómetro de pontuação:
| Posição   | 1.º | 2.º | 3.º | 4.º | 5.º | 6.º | 7.º | 8.º | 9.º | 10.º |
| Pontuação | 80  | 60  | 50  | 40  | 30  | 22  | 14  | 10  | 6   | 2    |

| Posição | Ciclista          | Equipa             | Pontos |
| ------- | ----------------- | ------------------ | ------ |
| 1.º     | Peter Sagan       | Tinkoff            | 80     |
| 2.º     | Greg Van Avermaet | BMC Racing         | 60     |
| 3.º     | Anthony Roux      | FDJ                | 50     |
| 4.º     | Alberto Bettiol   | Cannondale-Drapac  | 40     |
| 5.º     | Michael Matthews  | Orica-BikeExchange | 30     |
| 6.º     | Nathan Haas       | Dimension Data     | 22     |
| 7.º     | Diego Ulissi      | Lampre-Merida      | 14     |
| 8.º     | Bauke Mollema     | Trek-Segafredo     | 10     |
| 9.º     | Petr Vakoč        | Etixx-Quick Step   | 6      |
| 10.º    | Rigoberto Urán    | Cannondale-Drapac  | 2      |

Ademais, também outorgou pontos para o UCI World Ranking (classificação global de todas as carreiras internacionais).
| Posição   | 1.º | 2.º | 3.º | 4.º | 5.º | 6.º | 7.º | 8.º | 9.º | 10.º |
| Pontuação | 500 | 400 | 325 | 275 | 225 | 175 | 150 | 125 | 100 | 85   |

| Posição | Ciclista          | Equipa             | Pontos |
| ------- | ----------------- | ------------------ | ------ |
| 1.º     | Peter Sagan       | Tinkoff            | 500    |
| 2.º     | Greg Van Avermaet | BMC Racing         | 400    |
| 3.º     | Anthony Roux      | FDJ                | 325    |
| 4.º     | Alberto Bettiol   | Cannondale-Drapac  | 275    |
| 5.º     | Michael Matthews  | Orica-BikeExchange | 225    |
| 6.º     | Nathan Haas       | Dimension Data     | 175    |
| 7.º     | Diego Ulissi      | Lampre-Merida      | 150    |
| 8.º     | Bauke Mollema     | Trek-Segafredo     | 125    |
| 9.º     | Petr Vakoč        | Etixx-Quick Step   | 100    |
| 10.º    | Rigoberto Urán    | Cannondale-Drapac  | 85     |